# Battle Circus
Battle Circus is een Amerikaanse oorlogsfilm uit 1953 onder regie van Richard Brooks. Destijds werd de film in Nederland uitgebracht onder de titel Helden zonder roem.

## Verhaal
De verpleegster Ruth McGara werkt aan het frontlijn tijdens de Koreaanse Oorlog. Daar wordt de opdringerige majoor Jed Webbe verliefd op haar. Ze weigert aanvankelijk in te gaan op zijn avances, maar ondanks hun verschillende karakters wordt zij uiteindelijk ook verliefd op hem.

## Rolverdeling
| Acteur           | Personage                        |
| ---------------- | -------------------------------- |
| Humphrey Bogart  | Majoor Jed Webbe                 |
| June Allyson     | Luitenant Ruth McGara            |
| Keenan Wynn      | Sergeant Orvil Statt             |
| Robert Keith     | Luitenant-kolonel Hilary Walters |
| William Campbell | Kapitein John Rustford           |
| Perry Sheehan    | Luitenant Laurence               |
| Patricia Tiernan | Luitenant Rose Ashland           |
| Adele Longmire   | Luitenant Jane Franklin          |
| Jonathan Cott    | Adjudant                         |
| Ann Morrison     | Luitenant Edith Edwards          |
| Helen Winston    | Luitenant Graciano               |
| Sarah Selby      | Kapitein Dobbs                   |
| Danny Chang      | Koreaans kind                    |
| Philip Ahn       | Koreaanse gevangene              |
| Steve Forrest    | Sergeant                         |